# Selliguea laciniata
Selliguea laciniata är en stensöteväxtart som först beskrevs av Karel Presl och som fick sitt nu gällande namn av Peter Hans Hovenkamp.
Selliguea laciniata ingår i släktet Selliguea och familjen Polypodiaceae. Inga underarter finns listade i Catalogue of Life.